# نیلی‌مگس‌گیر سرزنده تایوانی
نیلی‌مگس‌گیر سرزنده تایوانی (نام علمی: Niltava vivida) نام یک گونه از سرده نیلی‌مگس‌گیرها است.